# San Fili
San Fili är en ort och kommun i provinsen Cosenza i regionen Kalabrien i Italien. Kommunen hade 2 634 invånare (2018).